# Еріан Шерін
Еріан Шерін (англ. Ariane Sherine; 3 липня 1980, Лондон) — британська письменниця, сатирик, журналістка й ініціаторка (за підтримки Британської гуманістичної асоціації і Річарда Докінза) атеїстичної рекламної кампанії на автобусах. Проживає в Лондоні.

## Біографія
Шерін займається журналістикою з 21-річного віку, коли почала вести огляди альбомів для «New Musical Express». У 2002 році завоювала другу премію в конкурсі талантів BBC для письменників-авторів сіткомів. Потім зайнялася написанням сценаріїв для британських комедійних телевізійних серіалів, включаючи шоу BBC «Моя сім'я» і «Two Pints of Lager and a Packet of Crisps». Крім того, Шерін виступила сценаристом ряду випусків дитячих передач на каналах CBBC і CITV, перш ніж повернулася в журналістику в 2008 році. Шерін регулярно пише для «Guardian», а також співпрацює в «Sunday Times» і «The Independent».

## Атеїзм

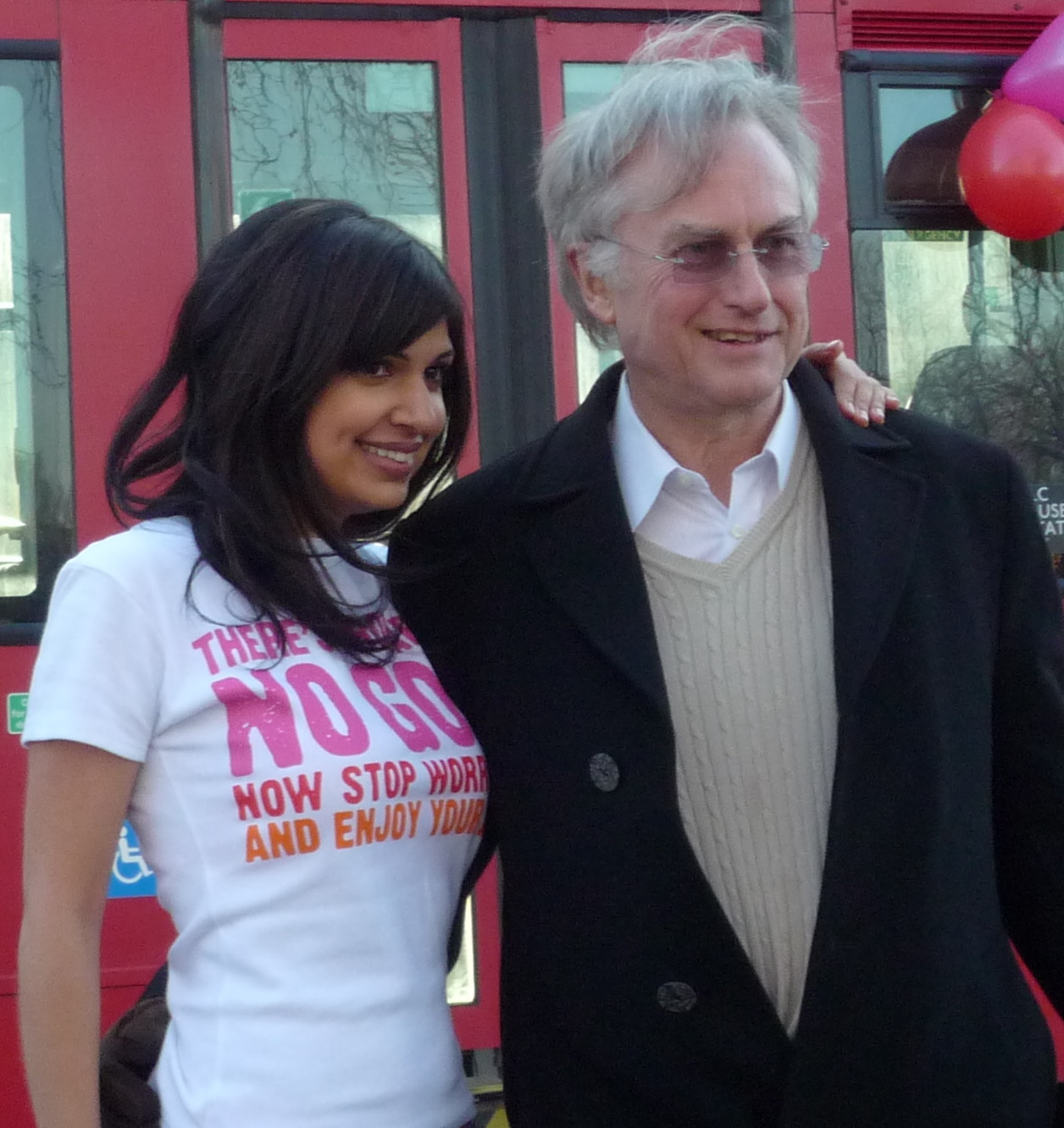
Еріан Шерін з Річардом Докінзом під час запуску Атеїстичної автобусної кампанії у Лондоні

Еріан Шерін виховувалась в християнській традиції (її батько був унітарним універсалістом, а мати за походженням — з парсів-зороастрійців). Є активісткою атеїстичного і світського гуманістичного руху. Вона виступила ініціатором атеїстичної рекламної кампанії на автобусах у відповідь на розміщення аналогічної реклами євангельських проповідників з посиланням на сайт, який стверджує, що «всіх нехристиян чекають вічні муки в пеклі» і «вони будуть горіти в геєнні вогненній». В управлінні громадського транспорту Шерін, що обурилася подібними записами, пояснили, що не бачать в рекламі нічого образливого, так як це лише вираз приватної думки рекламодавця. У відповідь на бездіяльність влади Еріан Шерін розмістила 20 червня 2008 року на сайті «The Guardian» статтю «Атеїсти, дайте п'ять», де закликала всіх, хто підтримує ідею реклами атеїзму на лондонських автобусах, пожертвувати по п'ять фунтів.
У жовтні 2009 року Шерін видала першу благодійну книгу по атеїзму — «Атеїстичний путівник по Різдву» (The Atheist's Guide to Christmas, в написанні якого взяли участь 42 учасники), після чого заявила, що призупиняє атеїстичний активізм і займеться написанням роману. Вона залишається активною прихильницею Британської гуманістичної асоціації.
У 2009 році Шерін була номінована на Ірвінівську премію Національного секулярного суспільства.

## Філантропія
У грудні 2013 року Шерін розпочала нову кампанію в The Guardian під назвою «Дай лише одну річ» , пов'язану з безкоштовною електронною книгою, яку вона написала «Дай: Як бути щасливою», доступною на вебсайті givebook.co.uk. Кампанія заохотила людей зробити лише одну з десяти практичних дій для покращення світу — від підписання реєстру донорів органів до організації благодійної ініціативи. В рамках кампанії Шерін продала 50 % свого майна на допомогу гуманітарній благодійній організації Medecins Sans Frontieres.

## Особисте життя
Шерін виховує доньку.